# Вигморский замок
Вигмор — замок в Англии, в графстве Херефордшир, основанный в XI веке. Был главной резиденцией Мортимеров.

## История

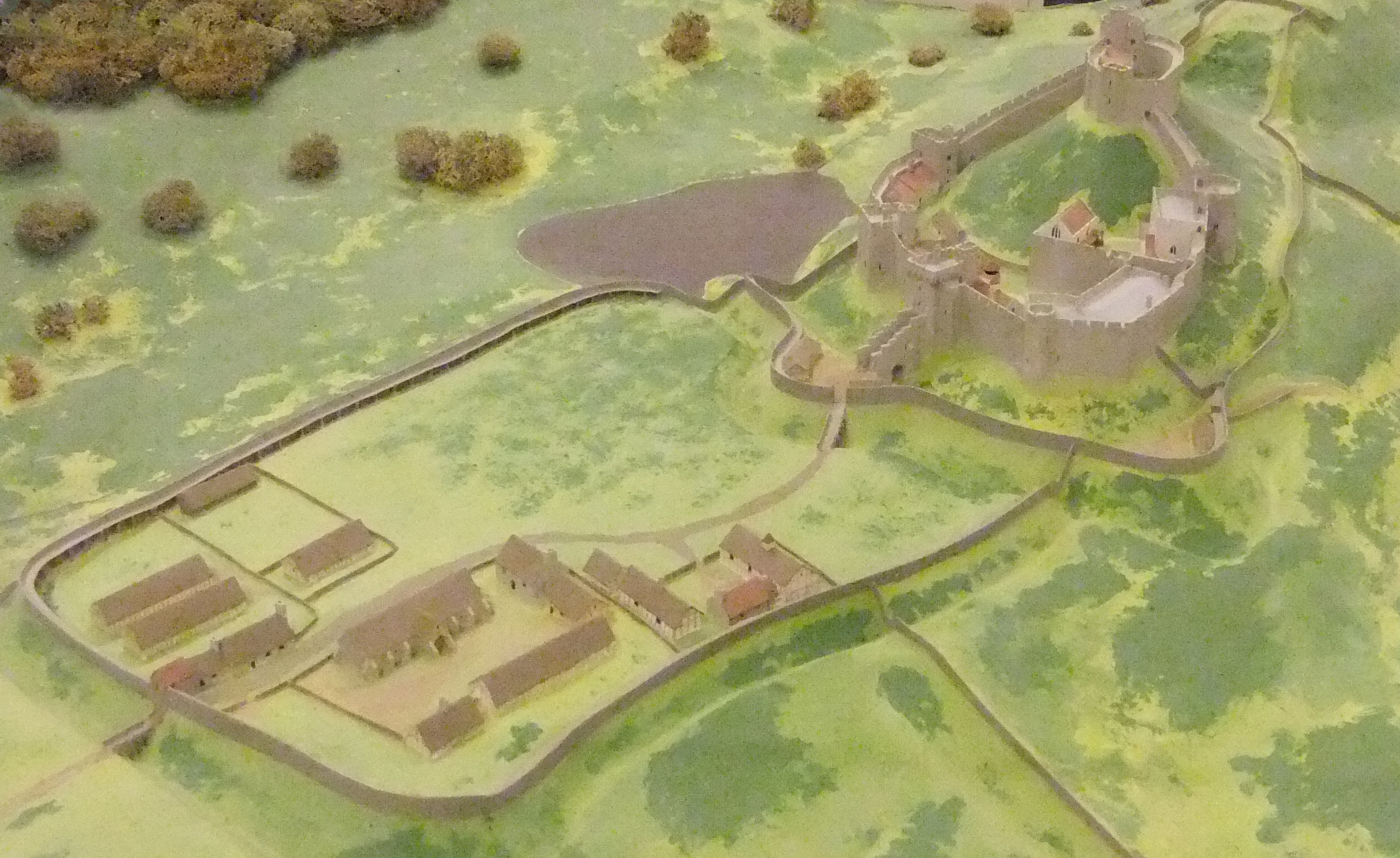
Модель Вигморского замка

Замок Вигмор был основан сразу после нормандского завоевания Англии (предположительно около 1067 года) Уильямом Фиц-Осберном, 1-м графом Херефорд. Он был построен расположен недалеко от англо-валлийской границы и входил в цепь замков, построенных для защиты Англии от нападения валлийцев. Первоначальный замок был построен как классический мотт и бейли, имел деревянные стены поверх больших земляных валов.
После смерти Уильяма Фиц-Осберна замок перешёл к семье Мортимеров, владевшей им до начала XV века. Эти владельцы построили в XII — начале XIII вв. каменный замок. До нашего времени из построек этого времени сохранились внутренняя часть сторожки и восточная башня D-образной формы. Строительные работы проводились в замке и в XIV—XV веках. До 1-й четверти XIV века замок оставался главной резиденцией Мортимеров, но после казни в 1330 году Роджера Мортимера, 1-го графа Марча он был конфискован. Хотя в конце XIV века Вигморский замок возвратили Мортимеров, он утратил былое значение, а главной резиденцией рода стал замок Ладлоу.
В XV веке замок перешёл к короне. В 1601 году его купил представитель рода Харли. После Английской революции Вигмор оказался на несколько веков в запустении, но средневековый замок остался практически нетронутым.
В настоящее время замок зарос деревьями. В 1990-е годы компания Английское наследие намеренно сохранила такой дикий вид, поскольку Вигмор стал прибежищем для ряда редких и необычных видов животных. В замке дважды проводились археологические раскопки, после чего он был законсервирован.